# The Thundering Trail
The Thundering Trail è un film del 1951 diretto da Ron Ormond.
È un western statunitense con Lash La Rue, Al St. John e Sally Anglim.

## Produzione
Il film, diretto da Ron Ormond su una sceneggiatura di Ira Webb e June Carr e un soggetto di Alexander White, fu prodotto dallo stesso Ormond per la Western Adventures Productions.

## Distribuzione
Il film fu distribuito negli Stati Uniti nel luglio del 1951 al cinema dalla Realart Pictures.
Altre distribuzioni:
- in Germania Ovest nel 1957 (Fuzzy und der Kutschentrick) (Kampf um die Silbermine)

## Promozione
La tagline è: All Outlaws Cringed Before The FLICK Of The LASH!.